# Ка Негра (Ровиго)
Ка Негра је насеље у Италији у округу Ровиго, региону Венето.
Према процени из 2011. у насељу је живело 17 становника. Насеље се налази на надморској висини од -3 м.